# Świdry (Olecko)

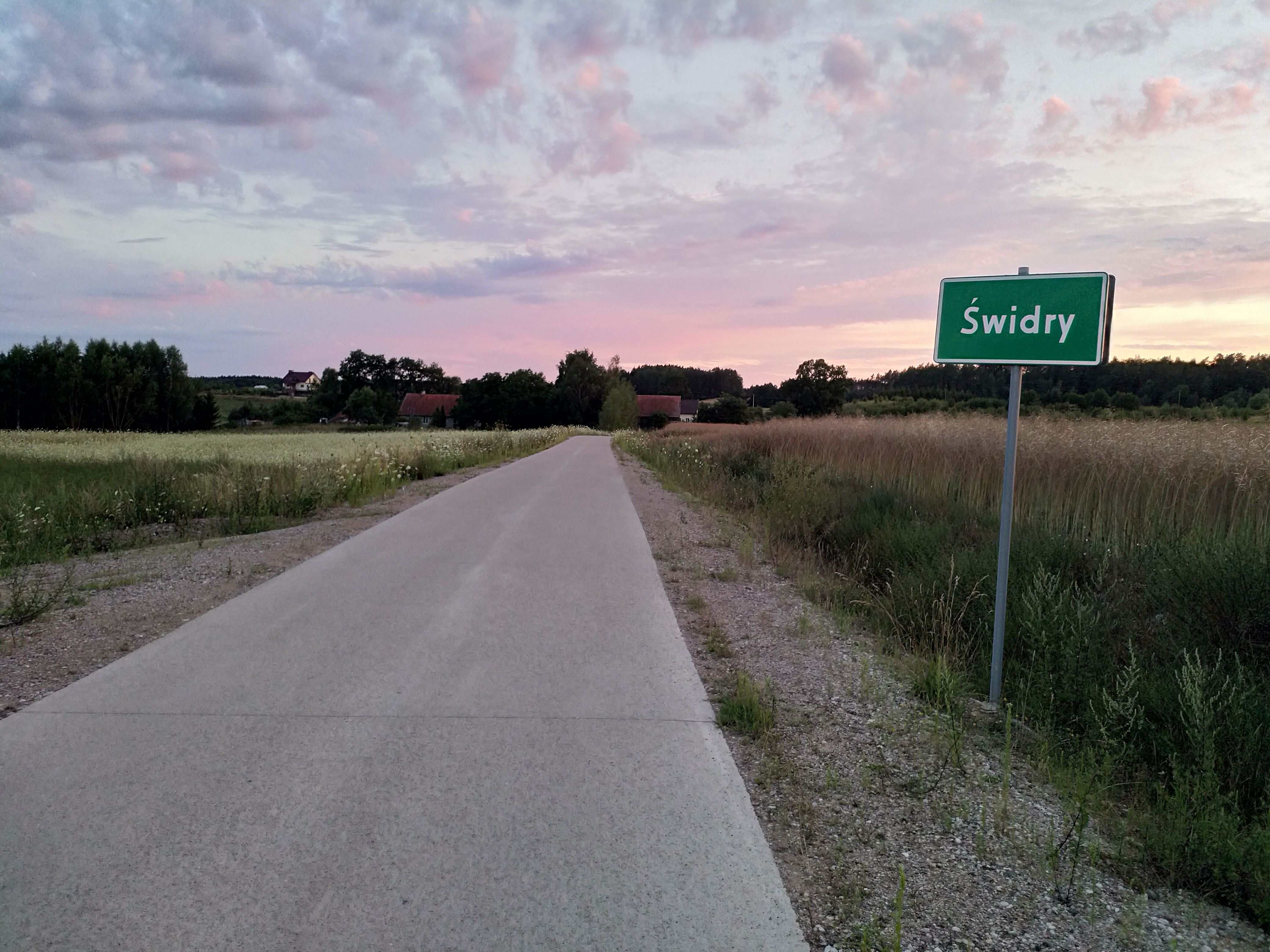
Świdry (2024)

Świdry (deutsch Schwiddern) ist ein Dorf in der polnischen Woiwodschaft Ermland-Masuren und gehört zur Stadt-und-Land-Gemeinde Olecko (Marggrabowa, umgangssprachlich auch Oletzko, 1928 bis 1945 Treuburg) im Powiat Olecki (Kreis Oletzko, 1933 bis 1945 Kreis Treuburg).

## Geographische Lage
Świdry liegt im Osten der Woiwodschaft Ermland-Masuren, 15 Kilometer südlich der Kreisstadt Olecko.

## Geschichte
Das bis 1945 Schwiddern genannte Dorf wurde im Jahre 1542 gegründet. Im Jahre 1874 wurde es in den neu errichteten Amtsbezirk Babken (Kps. Gonsken) (polnisch Babki Gąseckie) eingegliedert, der – 1938 in „Amtsbezirk Babeck“ umbenannt – bis 1945 bestand und zum Kreis Oletzko (1933 bis 1945: Kreis Treuburg) im Regierungsbezirk Gumbinnen der preußischen Provinz Ostpreußen gehörte.
Am 1. Dezember 1910 waren in Schwiddern 242 Einwohner ansässig. Ihre Zahl belief sich 1933 auf 246 und betrug 1939 noch 213.
Aufgrund der Bestimmungen des Versailler Vertrags stimmte die Bevölkerung im Abstimmungsgebiet Allenstein, zu dem Schwiddern gehörte, am 11. Juli 1920 über die weitere staatliche Zugehörigkeit zu Ostpreußen (und damit zu Deutschland) oder den Anschluss an Polen ab. In Schwiddern stimmten 179 Einwohner für den Verbleib bei Ostpreußen, auf Polen entfiel keine Stimme.
In Kriegsfolge kam das Dorf 1945 mit dem gesamten südlichen Ostpreußen zu Polen und trägt seither die polnische Namensform „Świdry“. Heute ist das Dorf Sitz eines Schulzenamtes (polnisch sołectwo) und eine Ortschaft im Verbund der Stadt-und-Land-Gemeinde Olecko (Marggrabowa, 1928 bis 1945 Treuburg) im Powiat Olecki, bis 1998 der Woiwodschaft Suwałki, seither der Woiwodschaft Ermland-Masuren zugehörig.

## Kirche
Bis 1945 war Schwiddern in das Kirchspiel der evangelischen Kirche Gonsken in der Kirchenprovinz Ostpreußen der Kirche der Altpreußischen Union und in die katholische Pfarrei Marggrabowa (1928 bis 1945 Treuburg, polnisch Olecko) im Bistum Ermland eingepfarrt.
Heute gehört Świdry zur evangelischen Kirchengemeinde in Ełk (deutsch Lyck), einer Filialgemeinde der Pfarrei in Pisz (Johannisburg) in der Diözese Masuren der Evangelisch-Augsburgischen Kirche in Polen, bzw. zur katholischen Pfarrkirche Gąski im Bistum Ełk der Römisch-katholischen Kirche in Polen.

## Verkehr
Świdry ist über eine recht unwegsame Nebenstraße zu erreichen, die von Dzięgiele Oleckie (Dzingellen, 1938 bis 1945 Dingeln) direkt in den Ort führt. Bis 1999 war Kijewo (Kiöwen) die nächste Bahnstation und lag an der – heute nur noch bis Olecko im Güterverkehr betriebenen – Bahnstrecke Ełk–Tschernjachowsk (deutsch Lyck–Insterburg).